# 다풀라 4세
다풀라 4세(Dappula IV, 909년 ~ 940년)는 10세기 시대 아누라다푸라 왕국의 람바카나 제2왕조 제18대 군주였다.

## 같이 보기
- 스리랑카의 역사